# Die Familie des Wurdalak

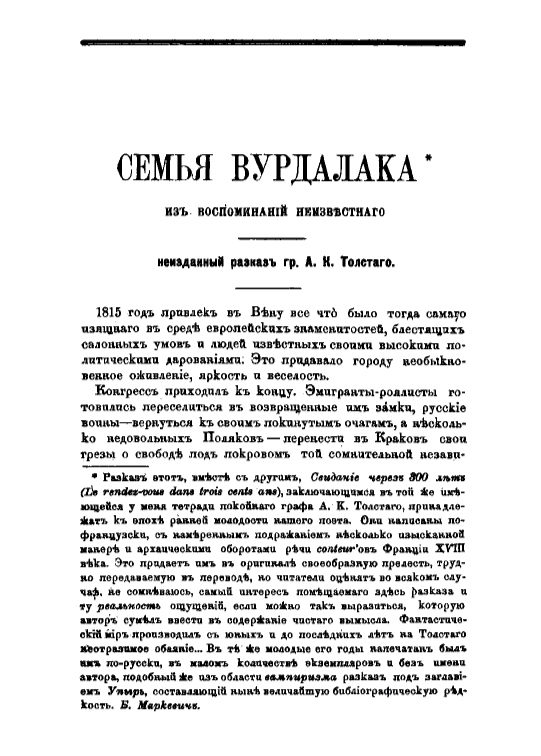
Erste Seite der russischen Erstausgabe

Die Familie des Wurdalak – Unveröffentlichtes Fragment eines Unbekannten (russisch Семья вурдалака. Из воспоминаний неизвестного Semja wurdalaka. Is wospominanij neiswestnowo) ist eine schauerromantische Erzählung des russischen Schriftstellers Alexei Konstantinowitsch Tolstoi, die 1840 auf französisch unter dem Titel La Famille du Vourdalak. Fragment inédit des mémoires d’un inconnu verfasst wurde. Ihre Erstveröffentlichung erlebte die Erzählung nach dem Tod des Autors 1884 in der russischen Übersetzung von Markewitsch in der Zeitschrift Russki Westnik. Die französische Originalversion erschien erst 1950. Trotz des geringen Bekanntheitsgrades in westlichen Ländern gilt Die Familie des Wurdalak als eine der wichtigsten und einflussreichsten Vampirgeschichten.

## Handlung
Die Rahmenerzählung beginnt am Ende des Wiener Kongresses 1815. Tolstoi schreibt aus der Perspektive eines Offiziers der russischen Armee, der sich mit anderen in Wien verbliebenen Gesandten im Schloss der Fürstin von Schwarzenberg bei Hietzing traf (sowohl die Fürstin als auch das Schloss sind fiktiv). Abends wurden Geschichten aus ihrem Leben oder ihrer Heimat erzählt.
Der nach der Revolution emigrierte Marquis d’Urfé erzählte eines Abends, dass er 1759 in einer unglücklichen Beziehung mit der Herzogin de Gramont war, weshalb er sich entschloss, für Ludwig XV. eine diplomatische Reise zum Hospodar von Moldawien anzutreten. Vor seiner Abfahrt schenkt ihm die Herzogin ein Familienerbstück, ein kleines Kreuz. In einem kleinen Dorf in Serbien machte er im Haus einer Familie einen Zwischenstopp. Der plötzliche Einbruch des Winters verhindert dann, dass er frühzeitig wieder aufbrechen kann, und er muss dort für einige Zeit ausharren.
Schon bei der Ankunft in dem Haus der Familie bemerkt er sofort die Anspannung, die auf allen seinen Bewohnern lastet, besonders aber auf dem Familienoberhaupt Georges (deutsch Georg, serbisch Đorđe). Obwohl sich der Marquis bei der Ankunft zurückziehen will, um der niedergeschlagenen Familie nicht zur Last zu fallen, erklärt ihm Georges, was die Ursache für die niedergedrückte Stimmung ist. Gorcha, Georges Vater, ist plötzlich eines Tages losgezogen, um den türkischen Räuber Alibek, der sich in den Bergen aufhalten soll, zur Strecke zu bringen. Nun warten Georges, sein Bruder Pierre (deutsch Peter, serbisch Petar) und seine Schwester Sdenka, dass der Vater wieder zurückkehrt. Kurz vor seiner Abreise hatte Gorcha seinen Kindern eingeschärft, bis einschließlich des zehnten Tages auf ihn zu warten, danach aber die Türen für immer vor ihm zu verschließen, denn, so Gorcha, dann werde es sich nicht mehr um den Vater von Georges, Pierre und Sdenka handeln, sondern er wäre ein vollkommen anderes Wesen – ein Wurdalak.
Ein Wurdalak, erklärt der Erzähler, ist grundsätzlich genau wie ein Vampir, mit der Ausnahme, dass er sich nur an Familienmitgliedern und engen Freunden vergreift. Der Tag der Anreise des Marquis d’Urfé ist der Tag, an dem die Zehntagefrist abläuft, und kurz nach dessen Ankunft bemerken die Bewohner des Hauses eine herannahende Gestalt, die sich auch tatsächlich als Gorcha herausstellt. Pierre, Sdenka, Georges’ Frau und dessen Söhne sind erfreut, den Alten noch wohlbehalten wiederzusehen. Georges jedoch bleibt misstrauisch, denn er ist sich nicht sicher, ob sein Vater einige Minuten zu spät zurückgekehrt ist. Der alte Gorcha scheint ihm verändert und auch Pierre und Sdenka kommen nicht umhin zu bemerken, dass ihr Vater anders ist. Er ist außerordentlich unfreundlich und nimmt sein Abendessen nicht ein. Trotzdem schaffen sie es, ihren Bruder vorläufig davon zu überzeugen, dass mit ihrem Vater alles in Ordnung sei und er nur ein wenig Ruhe benötige.

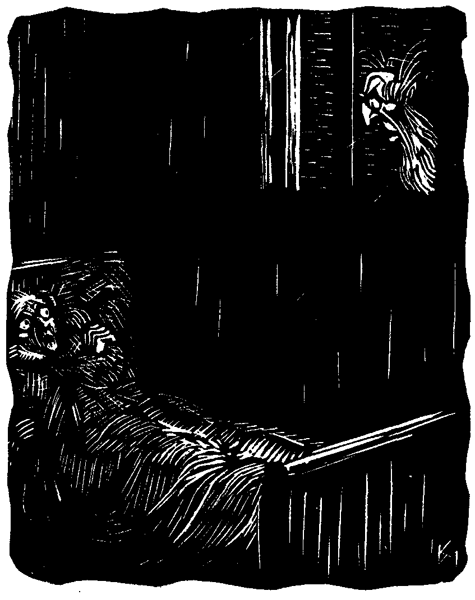
Holzschnitt von Karl Mahr

In der darauf folgenden Nacht hat der Erzähler das seltsame Gefühl, Gorcha befinde sich in seinem Zimmer und bewege sich langsam auf ihn zu. Starr vor Angst wagt er vorerst nicht sich zu rühren, aber als er den leichenhaften Atem des alten Mannes riecht, wacht er auf und stellt fest, dass alles nur ein Traum gewesen sein kann. Niemand befindet sich in seinem Zimmer. Vor seinem Fenster allerdings steht der alte Gorcha, der ihn ohne zu blinzeln anstarrt und dann wieder verschwindet. Nach einigen Momenten hört der Marquis, wie der Alte das im benachbarten Zimmer schlafende ältere Kind von Georges überredet, mit ihm nach draußen zu kommen. Obwohl er die seltsamen Geschichten, die ihm erzählt worden sind, nicht glaubt, versucht er doch Gorcha davon abzuhalten, das Kind mitzunehmen – vergeblich, denn seine Zimmertür ist verschlossen. Er ruft und weckt Georges, der sofort losstürmt, um sein Kind zurückzuholen. Nach einiger Zeit kehrt Georges mit seinem Sohn auf seinen Armen zurück. Von Gorcha hingegen fehlt jede Spur.
In der folgenden Nacht fühlt sich der Erzähler wieder von Gorcha beobachtet, kann dieses Mal aber keinen Muskel rühren. Wieder geht der alte Mann zum Fenster des benachbarten Raumes und überredet seinen Enkel, ihm einen Kuss zu geben. Auch diesmal schafft es d’Urfé, den Vater des Kindes zu wecken. Der kleine Junge ist ohnmächtig und sehr schwach, er kann sich auch nicht an den Grund seiner Ohnmacht erinnern. Er weiß jedoch, dass sein Opa ihn besucht hat. Gorcha ist wieder spurlos verschwunden. Obwohl die ganze Familie den Rest der Nacht liebevoll den Jungen umsorgt, stirbt dieser beim Morgengrauen.
Mittlerweile taut es und d’Urfé weiß, dass der Zeitpunkt seines Abschieds immer näher rückt. Dies ist ihm nicht ganz recht, denn er hat sich in die junge hübsche Sdenka, die Schwester von Georges und Pierre, verliebt. Eines Nachts kann er seine Leidenschaft für sie nicht mehr zügeln, geht zu ihr ins Zimmer und bittet sie, nur eine einzige Stunde mit ihm zu verbringen. Sdenka ziert sich und verweist auf ihren Bruder, der einer Verbindung niemals zustimmen würde. Das alles macht ihn aber nur noch leidenschaftlicher. Plötzlich bemerken beide das aschfahle Gesicht Gorchas, der sie von außen her beobachtet. Um den Schrecken noch zu verstärken, spürt d’Urfé eine schwere Hand auf seiner Schulter: Es ist Georges, der ihn in barschem Tonfall fragt, was er in Sdenkas Zimmer wolle. D’Urfé kann nur noch auf Gorcha verweisen, um sich aus dieser bedrückenden Situation zu retten.
Als am darauf folgenden Tag Gorcha plötzlich wieder zum Essen erscheint, bittet Georges ihn, das Tischgebet zu sprechen, und weil sein Vater sich weigert, verflucht er ihn und wirft ihm den Tod seines Kindes vor. Er greift sich den Pfahl, den er vorbereitet hatte, und stürzt sich auf Gorcha in der Absicht, ihn durch sein Herz zu bohren, doch der alte Mann kann sich aufraffen und flüchtet in den Wald. Georges verfolgt ihn, und als er am Abend zurückkehrt, ist er bleich und wortkarg. Kurz darauf kommt er aber doch auf den Erzähler zu und teilt diesem freundlich mit, dass sein Aufenthalt in der Herberge nun beendet sei, dass er am nächsten Morgen früh aufbrechen müsse und dass es nicht nötig sei, sich persönlich vom Rest der Familie zu verabschieden. Schweren Herzens bricht d’Urfé dann auch tatsächlich am nächsten Morgen auf und schwört sich bei seiner Heimkehr, wieder in dieses Dorf zurückzukehren.
Nach einiger Zeit, nachdem seine diplomatischen Geschäfte beendet sind, kommt der Protagonist wieder in die Region, in der sich Georges’ Dorf befindet. Er denkt nicht mehr an Sdenka und ihre Familie. Aus diesem Grund beschließt er, die Nacht in einem alten Kloster zu verbringen. Bei dem alten Einsiedler, der das alte Kloster als Herberge betreibt, erfährt d’Urfé, was sich in letzter Zeit in dem Dorf ereignet hat. Georges hatte zwar den alten Gorcha gepfählt und begraben, aber das ältere Kind war schon von Gorcha ausgesaugt worden. Es war aus seinem Grab hinausgestiegen und hatte zu Hause bei seiner Mutter an die Tür geklopft. Obwohl diese bei seiner Beerdigung anwesend gewesen war, erbarmte sich die Mutter ihres Sohnes und öffnete ihm. Das Kind fiel die Mutter an und trank ihr Blut; sie erhob sich ebenfalls aus ihrem Grab und trank das Blut ihres jüngsten Kindes, dann das ihres Mannes und zuletzt auch noch das Blut ihres Schwagers Pierre. So wurde Schritt für Schritt das gesamte Dorf in Wurdalaken verwandelt.
Der Erzähler tut die gesamte Geschichte als Hirngespinst ab und macht sich trotzdem auf den Weg zu Georges’ Haus im Dorf. Dort angekommen findet er es verlassen vor. Bis auf Sdenka ist keines der Familienmitglieder anwesend. Sdenka versucht anfänglich, d’Urfé zu überreden, so schnell wie nur möglich zu verschwinden, aber plötzlich ändert sich ihr Benehmen und sie bittet ihn, ähnlich wie der Erzähler seinerseits vor Monaten, um eine einzige Stunde mit ihm. Sie liebkosen sich, und bei einer Umarmung sticht das kleine Kreuz, welches er um seinen Hals trägt, in seine Brust. Die Frau, die er eben noch für das schönste Wesen auf Erden gehalten hat, zeigt sich ihm in diesem Moment als das, was sie wirklich ist: eine Leiche, die, vom Tod gezeichnet, nur noch von selbigem kontrolliert wird. Ihr Lächeln ist nicht mehr als eine grausige Grimasse, die das Grab in ihr lebloses Gesicht geschrieben hat. Da erst bemerkt der Protagonist, dass das Haus von Vampiren umstellt ist, welche offensichtlich darauf warten, dass Sdenka den Erzähler betäubt und für alle zum Fraß freigibt. Unter dem Vorwand, sein Pferd versorgen zu wollen, verlässt er das Zimmer mit dem Versprechen, gleich wiederkommen zu wollen. Doch wild entschlossen springt er auf sein Pferd und, verfolgt von Scharen von Untoten, gelingt ihm schließlich die Flucht.

## Einflüsse

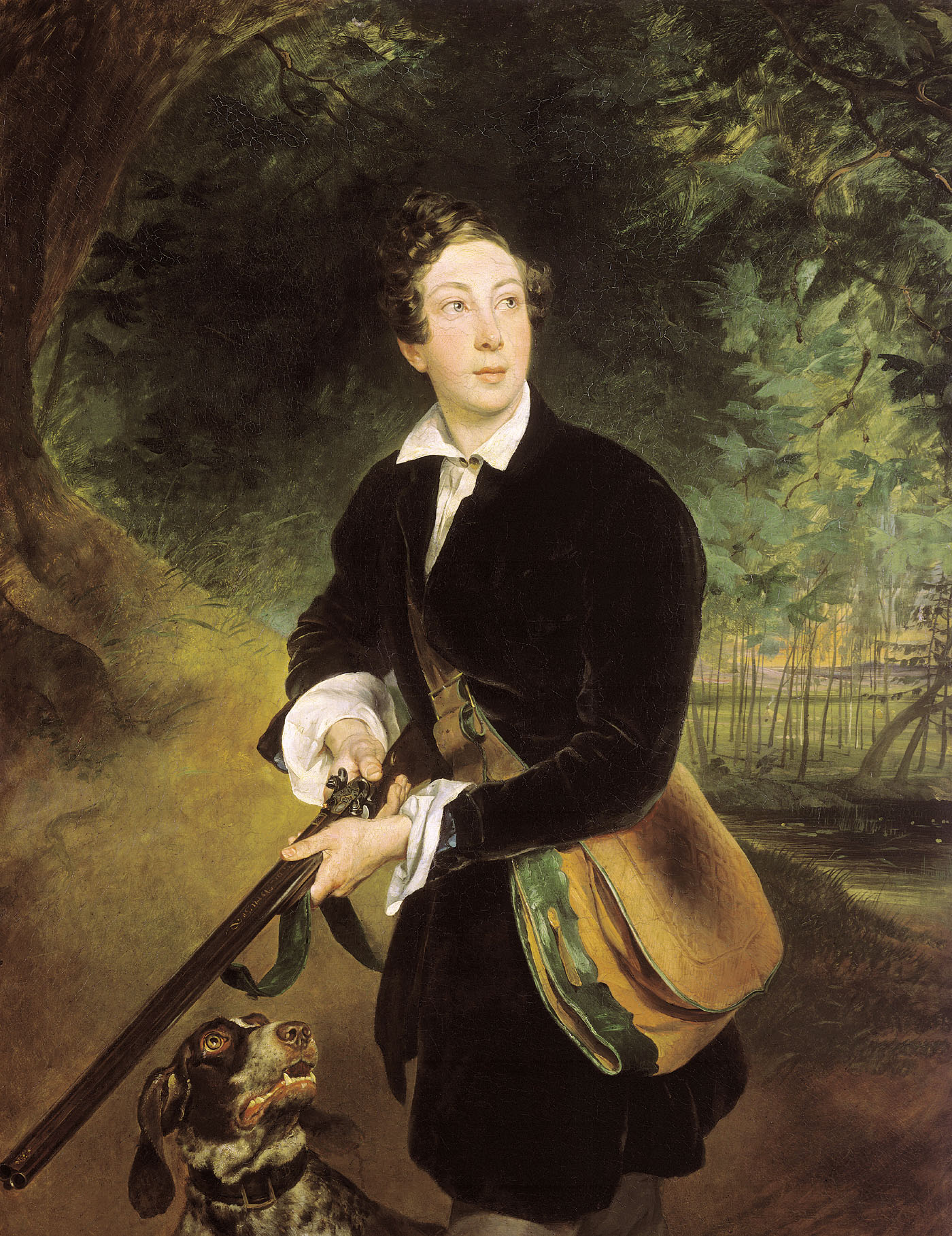
Tolstoi auf einem Gemälde von Karl Brjullow, 1836

Tolstoi erwähnt in seiner Erzählung Augustin Calmets Dissertations über die Vampire Osteuropas und die Fälle von Vampir-Hysterien in Serbien zu Beginn des 18. Jahrhunderts (Plogojowitz in Kisolova; Paole in Medvedga). Nach der türkischen Literaturwissenschaftlerin Duygu Özakın ist Alibek (Ali Beg), der Urheber des örtlichen Vampirismus, eine Reminiszenz an Ali Ağa, den Helden einer serbischen Hexengeschichte aus dem Ibartal.
Des Weiteren kann man annehmen, dass er Werke wie Heinrich August Ossenfelders Der Vampir, Gottfried August Bürgers Lenore, Johann Wolfgang von Goethes Die Braut von Korinth und John William Polidoris Der Vampyr kannte. Besonders fallen die Parallelen zu Goethes Die Braut von Corinth auf. Die Liebesgeschichte zwischen dem Marquis d’Urfé und Sdenka ist ähnlich aufgebaut wie die der Liebenden in Goethes Gedicht. Des Weiteren kann man auch spekulieren, ob Tolstoi die Idee für seinen Vampir, den Wurdalak, aus der Einführung von Polidoris Der Vampyr abgeleitet hat.

## Der Wurdalak
Der Begriff Wurdalak (russisch Вурдала́к) erscheint zuerst in Alexander Puschkins gleichnamigen Gedicht (1835) als Synonym für Upyr, der russischen Form von Vampir. Wurdalak ist ein aus wolkolak oder wurkolak gebildeter Neologismus, slawischen Bezeichnungen für Vampire oder Werwölfe (vgl. Vrykolakas).
In Tolstois Erzählung unterscheidet sich der Wurdalak von anderen Vampiren dadurch, dass er bevorzugt das Blut von Menschen saugt, die ihm im Leben nahestanden, so z. B. von Familienmitgliedern oder engen Freunden. Der Wurdalak Gorcha beißt vorerst nur die Mitglieder seiner Familie und Sdenka ist die erste, die den Marquis direkt angreift. Sie liebt ihn und er wird so, per Definition, eine potenzielle Wurdalak-Mahlzeit.
Ähnlich Joseph Sheridan Le Fanus Carmilla fokussiert sich der Vampir hier also auf einen bestimmten Menschen bzw. auf eine bestimmte Gruppe von Menschen.
Auch die weitere Darstellung des Wurdalak steckt – wie viele Geschichten ihrer Zeit – den Boden für die typische Darstellung des Vampirs in Literatur und Kultur ab:
- Die Zeit, während der der Wurdalak am aktivsten ist, ist die Nacht. Er kann aber auch problemlos am Tag agieren (vgl. Polidoris Der Vampyr; LeFanus Carmilla; Stokers Dracula).
- Die Hauptspeise des Vampirs ist Blut.
- Der Wurdalak hat eine hypnotisierende Macht über Lebende, was sich darin zeigt, dass d’Urfé sich nicht rühren kann, solange Gorcha ihn anstarrt.
- Der Wurdalak hat eine Abneigung gegen alles (christlich) Sakrale: Gorcha will das Tischgebet nicht sprechen und Sdenkas wahres Antlitz wird vom kleinen Kreuz offenbart.
- Der Wurdalak ist weder schön noch erotisch. Eine Ausnahme bildet Sdenka, doch dies ist möglicherweise der Fall, weil der Marquis d’Urfé sie idealisiert und zunächst nicht als Monster sieht oder sehen will.
- Der weibliche Wurdalak ist von einer erotischen Aura umgeben und sexuell anziehend, was sich in der außergewöhnlichen Schönheit Sdenkas nach ihrer Verwandlung zeigt.

## Verfilmungen
Die Familie des Wurdalak wurde 1963 von Mario Bava als Episode Der Wurdelak (I Wurdalak) seines Films Die drei Gesichter der Furcht (I tre volti della paura, Italien 1963, mit Boris Karloff in der Rolle des Gorcha) filmisch umgesetzt. Im Unterschied zu Tolstois Erzählung trägt d’Urfé in Bavas Film den Vornamen Vladimir und wird am Ende von der vampirisierten Sdenka gebissen. Der deutsche Titel der Filmepisode Der Wurdelak schreibt sich mit einem e statt einem a.
Eine etwas modernisiertere Fassung mit leichten Abwandlungen sowie einer zusätzlichen Rahmenhandlung stellt der italienische Horrorfilm „La notte dei diavoli“ von Regisseur Giorgio Ferroni aus dem Jahr 1972 dar. Die Spezialeffekte in diesem Film stammen von E.T.-Schöpfer Carlo Rambaldi.
Auch zwei russische Filme basieren auf Tolstois Erzählung: 1990 erschien The Vampire Family (Semya wurdalakow) von Gennadi Klimow und Igor Schawlak, der die Handlung in die Gegenwart verlegt, sowie 2017 Fürst der Finsternis (Regie: Sergei Wladimirowitsch Ginsburg), der einige Motive aus der Originalgeschichte in eine frei erfundene neue Handlung einfließen lässt.
2020 erschien die argentinische Verfilmung Sangre Vurdalak (Regie: Santiago Fernández Calvete), und 2023 die kanadische Filmversion Le Vourdalak (Regie: Adrien Beau), in der der Vampir durch eine Puppe verkörpert wird.

## Hörspiel
Die Familie des Wurdalak erschien 2004 unter dem Titel Die Familie des Vampirs als Folge 3 der Hörspiel-Reihe Gruselkabinett im Hörbuchverlag Titania Medien (Buch und Regie: Marc Gruppe, ISBN 978-3-7857-3242-7). Georges und Pierre tragen in dieser Fassung die russische Version ihres Namens (Grigori bzw. Pjotr). Wie in Die drei Gesichter der Furcht  wird das Vampirwesen Wurdelak genannt. Als Ort der Handlung wird Kisolova genannt, eine Anspielung auf den Fall Peter Plogojowitzʼ.
Das Hörspiel endet wieder in Wien: Am Ende seines Berichts bedanken sich seine Zuhörer für die außergewöhnliche Unterhaltung und begeben sich zur Nachtruhe. Plötzlich bemerkt der Marquis, dass er – anders als angenommen – nicht allein in dem Salon des Palais ist: Sdenka ist plötzlich an seiner Seite. Damit endet das Hörspiel.

## Hörbuch
Die Familie des Wurdalak erschien 2012 als Hörbuch, gelesen von Rainer Maria Ehrhardt, beim Theodor Boder Verlag (Mumpf, Schweiz; ISBN 978-3-905802-25-2) als MP3-Download und 2013 als CD-Ausgabe (ISBN 978-3-905802-24-5).

### Ausgaben und Übersetzungen
- Alexei K. Tolstoi: Die Familie des Wurdalak: Eine alte Vampirgeschichte. Erzählung. Aus dem Russischen übersetzt von Herbert von Hoebner, überarbeitet und angepasst von Uwe Siebert. Illustrationen von Daniel Brandt. Pandämonium Verlag, Söhrewald, Mai 2018, ISBN 978-3-944893-17-4
- Alexei Konstantinowitsch Tolstoi: Die Familie des Wurdalak. Unveröffentlichtes Fragment eines Unbekannten. Erzählung. Édition bilingue. Aus dem Französischen von Stéphanie Queyrol. Theodor Boder Verlag, Mumpf, Schweiz 2012, Printausgabe ISBN 978-3-905802-21-4, E-Book-Ausgabe ISBN 978-3-905802-23-8, mit Erläuterungen der Uebersetzerin über Autor und Werk, E-Book-Ausgabe ISBN 978-3-905802-27-6, nur neue deutsche Übersetzung von Stéphanie Queyrol.
- Alexej K. Tolstoi: Die Familie des Wurdalak. Unveröffentlichtes Fragment aus den MEMOIREN EINES UNBEKANNTEN. Aus dem Französischen übersetzt und mit einem Nachwort versehen von Ulrich Klappstein. JMB Verlag, Hannover 2014 (= Kabinett der Phantasten 53), ISBN 978-3-944342-49-8 (Nachwort von Ulrich Klappstein online)
- Alexej Tolstoi: Der Vampir. Die Familie des Wurdalak. 2 Erz. Aus dem Russischen bzw. Französischen von Werner Creutziger. Aufbau Verlag, Berlin 1972
- Alexej K. Tolstoi: The Curse of the Vourdalak. In: David Stuart Davies (Hrsg.): Children of the Night. Classic Vampire Stories. Wordsworth Editions Limited, Ware 2007
- Alexei Tolstoi d. Ä.: Die Familie des Wurdalaken. Erich Matthes, Leipzig / Hartenstein (Sachsen) 1924 (projekt-gutenberg.org).

### Weiterführende Literatur
- Claude Lecouteux: Die Geschichte der Vampire. Metamorphose eines Mythos. Aus dem Französischen von Harald Ehrhardt. Albatros, Düsseldorf 2008
- Lequesne, Paul: Préface. Les vampires du Comte Alexei Tolstoi. In Tolstoi, La Famille du Vourdalak. Précédé de Le Rendez-vous dans Trois Cents Ans et suivi de Oupires. Traduction et préface de Paul Lequesne. Classiques slaves. Lausanne: Editions l’Age d’Homme, 1993. (S. 7–19)
- Queyrol, Stéphanie: Erläuterungen zu Alexei Konstantinowitsch Tolstois “Die Familie des Wurdalak”. In Tolstoi Die Familie des Wurdalak. Unveröffentlichtes Fragment eines Unbekannten. Erzählung. Édition bilingue. Aus dem Französischen von Stéphanie Queyrol. Mumpf: Theodor Boder Verlag, 2012. (S. 55–90)